# Генеральный хирург США
Генера́льный хиру́рг США (англ. Surgeon General of the United States) является командующим Офицерского корпуса службы общественного здравоохранения США и, таким образом, ведущим представителем по вопросам общественного здравоохранения в Правительстве Соединенных Штатов. Канцелярия Генерального хирурга и его персонала расположена в канцелярии Помощника Секретаря Департамента здравоохранения и социальных служб США.
Он назначается Президентом США и утверждается Сенатом США из числа офицеров корпуса, имеющих специальную подготовку или значительный опыт работы в программах общественного здравоохранения, однако формальных требований к сроку службы нет, и на практике руководители   одновременно вступают в корпус и получают должность. Занимает четырехлётний срок полномочий и следует по старшинству в Офицерском корпусе после заместителя министра здравоохранения и социальных служб США, если тот также является офицером; соответствует должности Генеральный хирург Армии.
Нынешним главным хирургом является вице-адмирал Вивек Мёрти.

## Обязанности
Подчиняется Помощнику Секретаря Департамента здравоохранения и социальных служб США. Является общим руководителем специального корпуса, состоящего из 6500 медицинских работников, которые круглосуточно находятся на дежурстве и могут быть направлены Секретарём Департамента или его Помощником в случае чрезвычайной ситуации в области общественного здравоохранения.
Согласно § 206 раздела 42 Кодекса США из офицерского состава Регулярного корпуса производит назначения:
- заместителя Генерального хирурга для управления канцелярией Генерального хирурга;
- 8 помощников Генерального хирурга: директора Национальных институтов здравоохранения, начальника Бюро государственных служб, начальника Бюро медицинских служб, Генерального врача Береговой охраны США, главного стоматолога Службы общественного здравоохранения, старшую медицинскую сестру Службы общественного здравоохранения, главного фармацевта Службы общественного здравоохранения и главного санитарно-технического специалиста Службы общественного здравоохранения;
- специальных временных помощников;
- помощника, исполняющего обязанности Генерального хирурга.

По должности ему принадлежит функция присуждения несколько наград в области общественного здравоохранения, в том числе и одной из высших — Медальона Главного хирурга, в присуждении которой он обладает решающей компетенцией. У него также есть множество неофициальных обязанностей, таких как информирование американской общественности о проблемах здравоохранения и пропаганда здорового образа жизни.
С 1966 года на всех упаковках сигарет и, главным образом, компании «American Tobacco», присутствует надпись «предупреждение главного хирурга». С 1988 года аналогичное предупреждение о вреде здоровью появляется на этикетках алкогольных напитков.

## История
В 1798 году Конгресс США учредил Фонд морских больниц — сеть больниц для ухода за больными и нетрудоспособными моряками. В 1870 году Фонд госпиталей морской пехоты был реорганизован по военному принципу и стал Службой госпиталей морской пехоты США — предшественницей сегодняшней Службы общественного здравоохранения США. Служба стала отдельным бюро Федерального казначейства США со своим персоналом, администрацией, штаб-квартирой в Вашингтоне и должностью наблюдающего хирурга (позже — Генерального хирурга).
В 1939 году после 141 года работы в Федеральном казначействе США Служба перешла в ведение Федерального агентства безопасности США, в 1953 году — Министерства здравоохранения, образования и социального обеспечения США и, после его реорганизации в 1979 году — Министерства здравоохранения и социальных служб США.
До 1970 года должность Генерального хирурга традиционно выбиралась из числа кадровых офицеров в форме. Сегодня Генерального хирурга обычно выбирают из гражданского сообщества, которое более тесно сотрудничает с политической партией действующего Президента США. Управление не является особенно влиятельным и не оказывает прямого законодательного влияния на выработку политики, но Генеральные хирурги часто являются непосредственными элементами создания прецедента дальновидной, нетрадиционной или даже непопулярной политики в области здравоохранения.
- 11 января 1964 года Лютер Терри[англ.] опубликовал эпохальный отчёт, в котором говорилось, что курение может быть опасным для здоровья[10], что положило начало общенациональным усилиям по борьбе с курением. Терри и его комитет определили никотиновую зависимость от сигарет, не являющуюся зависимостью. Сам комитет состоял в основном из врачей, которые сами курили. Этот отчёт оставался неисправленным в течение 24 лет[11].
- В 1986 году в докладе Эверетта Купа[англ.] о СПИДе содержался призыв к той или иной форме просвещения по СПИДу в младших классах начальной школы и была оказана полная поддержка использованию презервативов для профилактики заболеваний[12]. Он также сопротивлялся давлению со стороны администрации Рейгана относительно сообщения о психологическом вреде абортов для женщин, которое, по его мнению, было вопросом человеческой марали, чем вопросом общественного здравоохранения.
- В 1994 году Джойселин Элдерс[англ.] выступила на конференции ООН по СПИДу. Её спросили об уместности пропаганды мастурбации как средства предотвращения вовлечения молодых людей в более рискованные формы сексуальной активности. Она ответила:

Я думаю, что это часть человеческой сексуальности, и, возможно, этому следует учить.— Business Library
 Элдерс также высказалась за изучение легализации наркотиков. О проблеме абортов она, в частности, сказала: 

Нам действительно нужно покончить с этой любовной интрижкой с плодом и начать беспокоиться о детях— The New York Times Magazine
. В декабре 1994 года она была уволена Президентом США Биллом Клинтоном.
В Армии, Военно-морском флоте и Военно-воздушных силах США также есть офицеры, курирующие медицинские вопросы в их соответствующих службах, которые находятся на должности Генерального хирурга своих соответствующих службах, в то время как Генеральный хирург США является Генеральным хирургом всей страны в целом.
Знаком отличия Генерального хирурга (и Службы общественного здравоохранения США) является кадуцей Меркурия.

## Служебное звание
Генеральный хирург является офицером в Офицерском корпусе и по закону имеет звание вице-адмирала. Как и другие офицеры Офицерского корпуса, он не является участником боевых действий, но может подпадать под действие Единого кодекса военной юстиции и Женевских конвенций в случае, если он назначен Главнокомандующим в качестве вооружённой силы или если он назначен для работы с вооружённой силой. Носит, как и другие офицеры Офицерского корпуса, униформу, созданную по образцу униформы Военно-морского флота и береговой охраны США, с индивидуальным количеством пуговиц и знаков отличия.

Знаки отличия
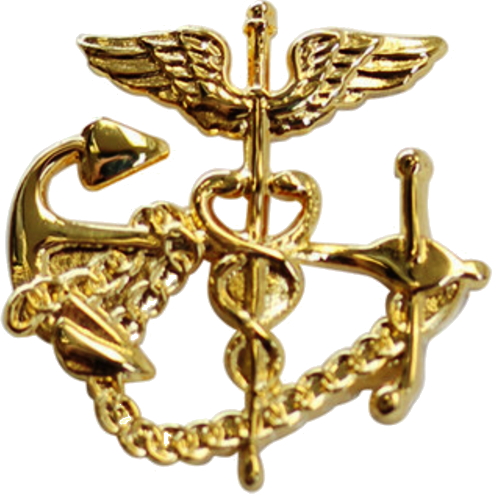
Ошейник Службы общественного здравоохранения США
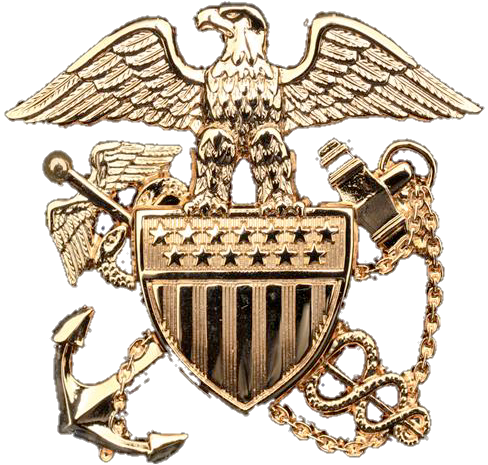
Фуражный знак Службы общественного здравоохранения США
Звезды, погоны и нашивки на рукавах Генерального хирурга

Единственным Генеральным хирургом, фактически имевшим звание четырехзвёздного адмирала, был Дэвид Сэтчер. Это произошло потому, что он впервые в истории одновременно занимал должности Генерального хирурга и помощника Секретаря Департамента здравоохранения и социальных служб США. Первым обладателем должности «наблюдающий хирург» был Джон Вудворт.
Среди Генеральных хирургов США на настоящий момент было 1 адмирал, 8 вице-адмиралов, 4 контр-адмирала и 3 коммодора. Среди исполняющих обязанности Генерального хирурга США было 1 адмирал и 12 контр-адмиралов. 5 из общего числа не имели званий.

## Список Генеральных хирургов США
| №  | Портрет | Имя и годы жизни                                   | Срок полномочий     | Срок полномочий   | Срок полномочий              | Президент США                  | Прим.         |
| №  | Портрет | Имя и годы жизни                                   | Вступил в должность | Покинул должность | Время пребывания в должности | Президент США                  | Прим.         |
| -- | ------- | -------------------------------------------------- | ------------------- | ----------------- | ---------------------------- | ------------------------------ | ------------- |
| 1  |         | Джон Вудворт (1837–1879)                           | 29 марта 1871       | 14 марта 1879     | 7 лет, 350 дней              | Улисс Грант (1869–1877)        |               |
| 2  |         | Коммодор Джон Хэмилтон (1847–1898)                 | 3 апреля 1879       | 1 июня 1891       | 12 лет, 59 дней              | Ратерфорд Хейс (1877–1881)     |               |
| 3  |         | Коммодор Уолтер Уаймен (1848–1911)                 | 1 июня 1891         | 21 ноября 1911    | 20 лет, 173 дня              | Бенджамин Гаррисон (1889–1893) |               |
| 4  |         | Коммодор Руперт Блу (1868–1948)                    | 13 января 1912      | 3 марта 1920      | 8 лет, 50 дней               | Уильям Тафт (1909–1913)        |               |
| 5  |         | Контр-адмирал Хью Камминг (1869–1948)              | 3 марта 1920        | 31 января 1936    | 15 лет, 334 дня              | Вудро Вильсон (1913–1921)      |               |
| 6  |         | Контр-адмирал Томас Пэррен (1892–1968)             | 6 апреля 1936       | 6 апреля 1948     | 12 лет, 0 дней               | Франклин Рузвельт (1933–1945)  |               |
| 7  |         | Контр-адмирал Леонард Шил (1907–1993)              | 6 апреля 1948       | 8 августа 1956    | 8 лет, 124 дня               | Гарри Труман (1945–1953)       |               |
| 8  |         | Контр-адмирал Лерой Бёрни (1906—1998)              | 8 августа 1956      | 29 января 1961    | 4 года, 174 дня              | Дуайт Эйзенхауэр (1953–1961)   |               |
| 9  |         | Лютер Терри (1911–1985)                            | 2 марта 1961        | 1 октября 1965    | 4 года, 213 дней             | Джон Кеннеди (1961–1963)       |               |
| 10 |         | Уильям Стюарт (1921–2008)                          | 1 октября 1965      | 1 августа 1969    | 3 года, 304 дня              | Линдон Джонсон (1963–1969)     |               |
| -  |         | Контр-адмирал Ричард Приндл (ок. 1926–2001) и.о.   | 1 августа 1969      | 18 декабря 1969   | 139 дней                     | Ричард Никсон (1969–1974)      | [ 14 ] [ 15 ] |
| 11 |         | Джесси Стайнфельд (1927–2014)                      | 18 декабря 1969     | 30 января 1973    | 3 года, 43 дня               | Ричард Никсон (1969–1974)      | [ 16 ] [ 17 ] |
| -  |         | Контр-адмирал Сол Эрлих (1932–2005) и.о.           | 31 января 1973      | 13 июля 1977      | 4 года, 163 дня              | Ричард Никсон (1969–1974)      | [ 18 ]        |
| 12 |         | Вице-адмирал Джулиус Ричмонд (1916–2008)           | 13 июля 1977        | 20 января 1981    | 3 года, 191 день             | Джимми Картер (1977–1981)      | [ 19 ]        |
| -  |         | Контр-адмирал Джон Грин (1936–2016) и.о.           | 21 января 1981      | 14 мая 1981       | 113 дней                     | Рональд Рейган (1981–1989)     |               |
| -  |         | Эдвард Брандт (1933–2007) и.о.                     | 14 мая 1981         | 21 января 1982    | 252 дня                      | Рональд Рейган (1981–1989)     |               |
| 13 |         | Вице-адмирал Чарльз Куп (1916–2013)                | 21 января 1982      | 1 октября 1989    | 7 лет, 253 дня               | Рональд Рейган (1981–1989)     |               |
| -  |         | Адмирал Джемс Мейсон (1930–2019) и.о.              | 1 октября 1989      | 9 марта 1990      | 159 дней                     | Джордж Буш-старший (1989–1993) |               |
| 14 |         | Вице-адмирал Антония Новелло (род. 1944)           | 9 марта 1990 1990   | 30 июня 1993      | 3 года, 113 дней             | Джордж Буш-старший (1989–1993) |               |
| -  |         | Контр-адмирал Роберт Уитни (род. 1935) и.о.        | 1 июля 1993         | 8 сентября 1993   | 69 дней                      | Билл Клинтон (1993–2001)       |               |
| 15 |         | Вице-адмирал Джойселин Элдерс (род. 1933)          | 8 сентября 1993     | 31 декабря 1994   | 1 год, 114 дней              | Билл Клинтон (1993–2001)       |               |
| -  |         | Контр-адмирал Одри Мэнли (род. 1934) и.о.          | 1 января 1995       | 1 июля 1997       | 2 года 180 дней              | Билл Клинтон (1993–2001)       |               |
| -  |         | Контр-адмирал Джон Клинтон (1938–2023) и.о.        | 2 июля 1997         | 12 февраля 1998   | 226 дней                     | Билл Клинтон (1993–2001)       |               |
| 16 |         | Адмирал Дэвид Сэтчер (род. 1941)                   | 13 февраля 1998     | 12 февраля 2002   | 3 года, 364 дня              | [ 13 ]                         |               |
| -  |         | Контр-адмирал Кеннет Морицугу (род. 1945) и.о.     | 13 февраля 2002     | 4 августа 2002    | 172 дня                      | Джордж Буш-младший (2001–2009) |               |
| 17 |         | Вице-адмирал Ричард Кармона (род. 1949)            | 5 августа 2002      | 31 июля 2006      | 3 года 360 дней              | Джордж Буш-младший (2001–2009) |               |
| -  |         | Контр-адмирал Кеннет Морицугу (род. 1945) и.о.     | 1 августа 2006      | 30 сентября 2007  | 1 год, 60 дней               | Джордж Буш-младший (2001–2009) |               |
| -  |         | Контр-адмирал Стивен Гэлсон (род. 1956) и.о.       | 1 октября 2007      | 1 октября 2009    | 2 года, 0 дней               | Джордж Буш-младший (2001–2009) |               |
| -  |         | Контр-адмирал Дональд Уивер и.о.                   | 1 октября 2009      | 3 ноября 2009     | 33 дня                       | Барак Обама (2009–2017)        |               |
| 18 |         | Вице-адмирал Реджина Бенджамин (род. 1956)         | 3 ноября 2009       | 16 июля 2013      | 3 года 255 дней              | Барак Обама (2009–2017)        | [ 21 ] [ 22 ] |
| -  |         | Контр-адмирал Борис Лушняк и.о.                    | 17 июля 2013        | 18 декабря 2014   | 1 год, 154 дня               | Барак Обама (2009–2017)        |               |
| 19 |         | Вице-адмирал Вивек Мёрти (род. 1977)               | 18 декабря 2014     | 21 апреля 2017    | 2 года, 124 дня              | Барак Обама (2009–2017)        |               |
| -  |         | Контр-адмирал Сильвия Трент-Адамс (род. 1965) и.о. | 21 апреля 2017      | 5 сентября 2017   | 137 дней                     | Дональд Трамп (2017–2021)      | [ 23 ]        |
| 20 |         | Вице-адмирал Джером Адамс (род. 1974)              | 5 сентября 2017     | 20 января 2021    | 3 года, 137 дней             | Дональд Трамп (2017–2021)      |               |
| -  |         | Контр-адмирал Сьюзен Орсега и.о.                   | 20 января 2021      | 24 марта 2021     | 62 дня                       | Джо Байден (2021–н.вр.)        | [ 24 ]        |
| 21 |         | Вице-адмирал Вивек Мёрти (род. 1977)               | 25 марта 2021       | Present           | 2 года 317 дней              | Джо Байден (2021–н.вр.)        |               |